# Rhys Murphy
Rhys Philip Elliott Murphy (Shoreham-by-Sea, West Sussex, 6 de novembre de 1990), és un futbolista anglès que actualment juga de davanter per l'Arsenal FC.